# Вінаго андаманський
Вінаго андаманський (Treron chloropterus) — вид голубоподібних птахів родини голубових (Columbidae). Мешкають в Індії і М'янмі. Раніше вважався конспецифічним з вінаго-помпадуром.

## Опис
Довжина птаха становить 27 см. Виду притаманний статевий диморфізм. У самців лоб, тім'я і потилиця сірі, обличчя має оливковий відтінок. Задня частина шия темно-оливкова, верхня частина тіла яскраво-бордова, у самиць зелена. Покривні пера крил оливкові, темно-оливкові або чорні з жовтими краями. Махові пера чорні з вузькими жовтими або білими краями. Нижня частина спини темно-оливкова, надхвістя лимонно-зелене. Центральні стернові пера яскраво-оливкові, решта стернових пер зверху оливкові або сірі. На кінці хвоста є широка сірувата смуга. Підборіддя, горло і верхня частина грудей тьмяно-оливкові, нижня частина грудей і живіт сіро-зелені. Стегна тьмяно-сіро-зелені, пера на стегнах мають широкі жовті края. Гузка рудувато-коричнева, стернові пера знизу чорні з широкою сіруватою смугою на кінці. Райдужки рожеві з блакитним кільцем, навколо очей сині кільця. Восковиця і дзьоб біля основі зеленувато-сірі, кінець дзьоба синювато-роговий, лапи червонувато-коричневі.

## Поширення і екологія
Андаманські вінаго мешкають на Андаманських і Нікобарських островах, а також на Кокосових островах. Вони живуть у вологих тропічних лісах, на узліссях і в мангрових лісах. Зустрічаються невеликими зграйками до 12 птахів, на висоті до 1500 м над рівнем моря. Живляться плодами. Сезон розмноження триває з лютого по червень. Гніздо являє собою невелику платформу з гілочок. В кладці 2 білих яйця, інкубаційний період триває 12-14 днів.

## Збереження
МСОП класифікує стан збереження цього виду як близький до загрозливого. Андаманським вінаго може загрожувати знищення природного середовища.